# Jabalah IV ibn al-Harith
Jabalah IV ibn al-Harith, aussi connu sous le kunya Abu Shamir, ou dans les sources grecques Gabalas (Γαβαλᾶς), est un roi ghassanide. D’abord ennemi de l'Empire byzantin, il conduit des raids en Palestine avant d'être battu et de devenir un vassal des Byzantins de 502 jusqu’en 520 environ, puis de nouveau en 527 jusqu'à sa mort en 528.

## Biographie
Jabalah est le fils d'al-Harith IV ibn Hijr (Arethas dans les sources grecques) et petit-fils du cheikh Tha'laba. Il apparaît pour la première fois dans les sources historique en 498 sous le règne de l'empereur byzantin Anastase Ier (491-518), alors que, d'après Théophane le Confesseur, le Diocèse d'Orient subissait d'importants raids d'Arabes dont il est l'un des chefs. Il conduit des raids en Palestine avant d'être vaincu et repoussé par le duc byzantin Romanus,,. Après une série de combats acharnés, Romanus réussit à expulser les Ghassanides de l'île d’Iotabe (aujourd’hui Tiran), qui contrôlait le commerce avec la mer Rouge et occupée par les Arabes depuis 473.
En 502, Anastase Ier conclut un traité d'alliance avec les Kindites et les Ghassanides, les changeant en alliés impériaux (fœderati),,. Lors de la guerre d’Anastase contre l'Empire sassanide, les Ghassanides, combattent ainsi du côté de leurs alliés byzantins. Une seule opération leur est cependant explicitement attribuée : en juillet 513, ils attaquent Hirah, capitale des Lakhmides alliés des Perses. Les Ghassanides s'installent profondément dans le limes byzantin. Une source syriaque de juillet 519 atteste l'existence d'un « opulent » quartier-général à al-Jabiya (Gabitha) en Gaulanitide (plateau du Golan). Jabalah y succède à son père en tant que roi de sa tribu. Avec l’accession en 518 de Justin Ier (518–527) au trône impérial et la nouvelle imposition de l’orthodoxie chalcédonienne à travers l'Empire, les Ghassanides, monophysites convaincus, quittent l’alliance autour de 520 et se retirent dans le nord du Hedjaz.
L'alliance n'est restaurée que lors de la dernière année de règne de Justin. Bien que les Ghassanides ne soient pas explicitement mentionnés dans les sources, Irfan Shahîd identifie Jabalah comme le phylarque arabe nommé al-Asfar, en grec Tapharas (Ταφαρᾶς). Il s'agit de l'équivalent arabe du gentilicum romain honorifique « Flavius » qui a pu être accordé à Jabalah par l’empereur lors de son retour sous allégeance byzantine ;  cette identification n'est cependant pas certaine. En 528, les Ghassanides participent au conflit contre la Perse et leurs alliés arabes Lakhmides. Après une expédition punitive contre le roi lakhmide Mundhir, Jabalah-Tapharas, sous le commandement de Bélisaire, est tué à la bataille de Thannuris lorsqu'il tombe de son cheval,.

## Famille
La femme de Jabalah semble avoir été Mariya qui, d’après la tradition arabe, était une célèbre princesse Kindite. De cette union il a au moins trois enfants : le célèbre Al-Harith ibn Jabalah, (Arethas pour les Byzantins), qui lui succède, Abu Karib, phylarque de la province Palestine III, et, comme l’indique son kunya, un fils aîné nommé Shamir, dont rien n’est connu.